# Бломкест (Міннесота)
Бломкест (англ. Blomkest) — місто (англ. city) в США, в окрузі Кендійогі штату Міннесота. Населення — 145 осіб (2020).

## Географія
Бломкест розташований за координатами 44°56′34″ пн. ш. 95°1′24″ зх. д. / 44.94278° пн. ш. 95.02333° зх. д. (44.942779, -95.023386).  За даними Бюро перепису населення США в 2010 році місто мало площу 2,68 км², уся площа — суходіл.

## Демографія
Згідно з переписом 2010 року, у місті мешкало 157 осіб у 68 домогосподарствах у складі 53 родин. Густота населення становила 59 осіб/км².  Було 72 помешкання (27/км²).
Расовий склад населення:
| - 95,5 % — білих - 0,6 % — азіатів |

До двох чи більше рас належало 3,2 %. Частка іспаномовних становила 6,4 % від усіх жителів.
За віковим діапазоном населення розподілялося таким чином: 17,2 % — особи молодші 18 років, 61,1 % — особи у віці 18—64 років, 21,7 % — особи у віці 65 років та старші. Медіана віку мешканця становила 49,9 року. На 100 осіб жіночої статі у місті припадало 115,1 чоловіків;  на 100 жінок у віці від 18 років та старших — 106,3 чоловіків також старших 18 років.
Середній дохід на одне домашнє господарство  становив 64 854 долари США (медіана — 55 833), а середній дохід на одну сім'ю — 79 409 доларів (медіана — 73 125). Медіана доходів становила 42 500 доларів для чоловіків та 33 750 доларів для жінок. За межею бідності перебувало 5,1 % осіб, у тому числі 0,0 % дітей у віці до 18 років та 18,2 % осіб у віці 65 років та старших.
Цивільне працевлаштоване населення становило 67 осіб. Основні галузі зайнятості: будівництво — 14,9 %, освіта, охорона здоров'я та соціальна допомога — 13,4 %, виробництво — 11,9 %.